# Bezeda, Briceni
Bezeda este un sat din cadrul comunei Bogdănești din raionul Briceni, Republica Moldova.

## Istorie
În 1930 se afla în Plasa Briceni, Județul Hotin.

## Demografie

### Structura etnică
Structura etnică a satului conform recensământului populației din 2004:
| Grup etnic         | Populație | % Procentaj |
| ------------------ | --------- | ----------- |
| Ucraineni          | 435       | 77,68%      |
| Moldoveni / Români | 97        | 17,32%      |
| Ruși               | 26        | 4,64%       |
| Găgăuzi            | 1         | 0,18%       |
| Alții              | 1         | 0,18%       |
| Total              | 560       | 100%        |